# Anika Nilles
Anika Nilles (ur. 29 maja 1983 w Aschaffenburgu) – niemiecka perkusistka, autorka tekstów i producentka.
Jest absolwentką i kierowniczką Wydziału Perkusji w PopAkademie w Popakademie Baden-Württemberg w Mannheim.

## Życiorys i kariera muzyczna
Anika Nilles pochodzi z muzycznej rodziny. Jej ojciec był perkusistą w lokalnym zespole grającym covery. Zespół odbywał regularne próby w piwnicy jej rodzinnego domu, gdzie cały czas był rozstawiony zestaw perkusyjny. Zawsze wiedziała, że chce zostać muzykiem. W czasach szkolnych brała bardzo dużo lekcji gry na perkusji, ale po skończeniu szkoły jej rodzice chcieli, by przede wszystkim znalazła sobie typową normalną pracę. Studiowała pedagogikę. Kilka lat po ukończeniu studiów miała normalną pracę. Później jednak poświęciła się muzyce, która określa jako swoją największą pasję. Jej nauczycielem był Jost Nickel. Na koncertach gra z zespołem Nevell. Jest również kompozytorką i producentką muzyczną. Ukończyła studia na kierunku Popmusicdesign na Popakademie Baden-Württemberg w Mannheim. Jest tam kierowniczką Wydziału Perkusji. W październiku 2021 roku objęła na tej uczelni stanowisko kierownika Wydziału Perkusji.

### Kalendarium
W 2013 roku wzięła udział jako perkusjonistka w nagraniu albumu Goldrausch Toma Liwy. W tym samym roku opublikowała swoje pierwsze nagranie, „Wild Boy”, a w roku następnym – kolejne, „Alter Ego”.
W 2017 weszła w skład zespołu artystów związanych z producentem perkusji TAMA Drums. Stało się to po tym jak zyskała popularność w Internecie dzięki swojemu katalogowi filmów o grze na perkusji oraz występach w warsztatach perkusyjnych i festiwalach na całym świecie.
Pod koniec dekady wydała dwa albumy, oba z towarzyszącym jej zespołem Nevell: Pikalar w 2017 i For a Colorful Soul w 2020 roku. Pierwszy z nich po wydaniu natychmiast znalazł się na liście iTunes 200 Top Rock Releases w Stanach Zjednoczonych dochodząc do miejsca 113. (co było niezwykłym osiągnięciem dla albumu w większości instrumentalnego).
W 2021 roku uczestniczyła w realizacji albumu Tigress: Women Who Rock the World Jima Peterika i jego zespołu World Stage.

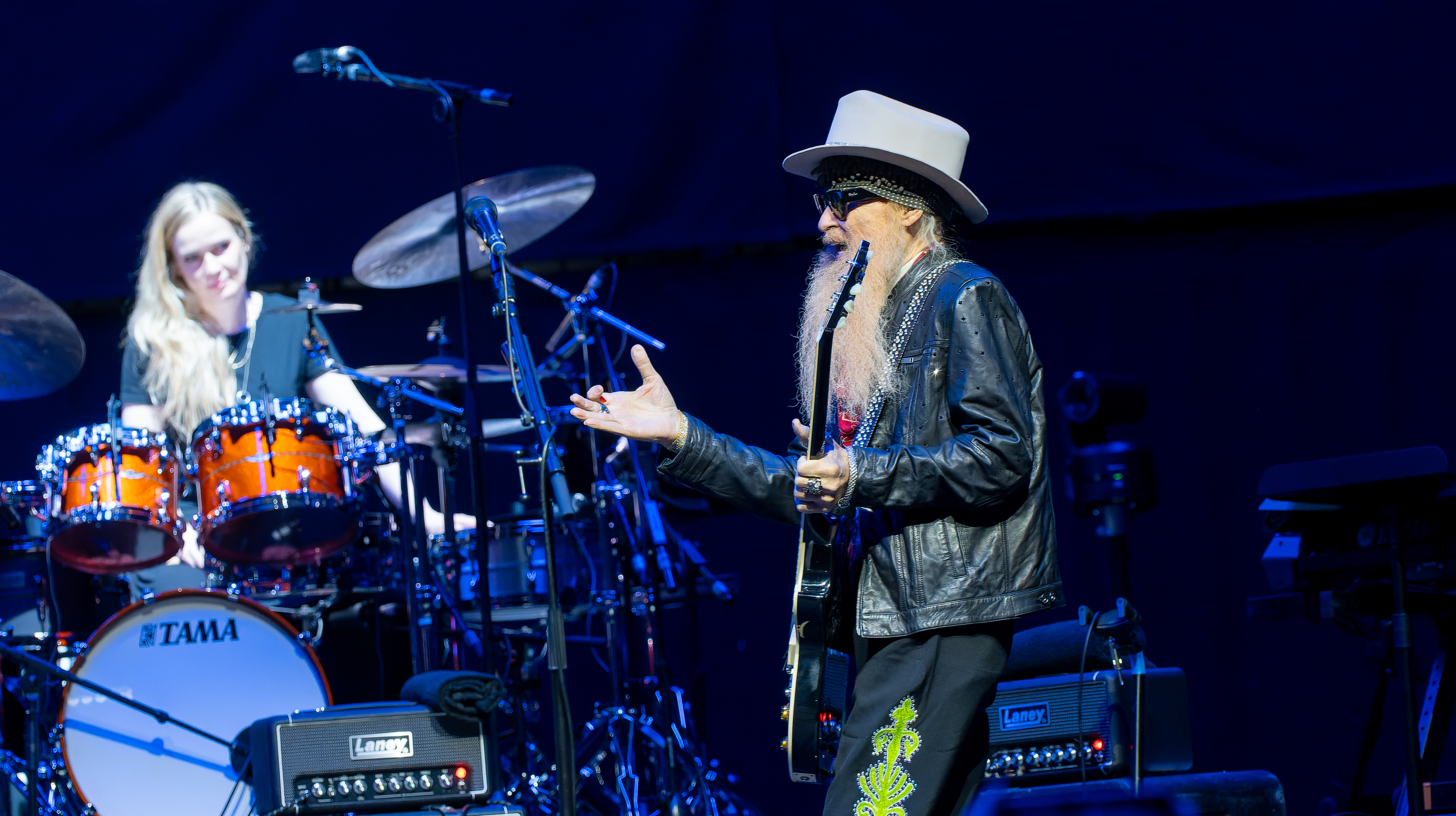
Anika Nilles i Billy Gibbons (koncert Jeff Beck Tribute, Londyn, 22 maja 2023)

W 2022 roku wydała minialbum Opuntia. W tym samym roku została nową perkusistką zespołu Jeff Becks Liveband (z wiolonczelistką Vanessą Freebairn-Smith, basistką Rhondą Smith i klawiszowcem Robertem Stevensonem w składzie), towarzyszącego Jeffowi Beckowi w jego europejskiej trasie koncertowej. Jesienią tego samego roku wzięła udział w amerykańskiej trasie koncertowej Becka (z Rhondą Smith i Robertem Stevensonem).
22 i 23 maja 2023 roku z tym samym zespołem wystąpiła w koncercie poświęconym pamięci zmarłego Becka, a zorganizowanym w londyńskiej Royal Albert Hall
Pisze i produkuje własne piosenki, które publikuje na swoim autorskim kanale na YouTube. Jej utwory i sposób gry charakteryzują: perfekcyjna technika, wyrazistość brzmienia i mocny groove.

## Instrumentarium
Obecnie (maj 2022) używa bębnów firmy TAMA Drums, w szczególności serii Star Maple. Wcześniej używała zestawów z serii Starclassic, a jeszcze wcześniej – zestawu Mapex Orion. Lubi grać z dwoma rack tomami i dwoma floor tomami w swoim zestawie choć używa ich w nieco nietypowej kolejności. Używa również talerzy firmy Meinl, stosując kombinację talerzy Byzance Dry, Extra Dry. Wraz z zespołem Meinla opracowała również własny zestaw, który zawiera 18-calowy Byzance Thin Crash na dole i 18-calowy Trash Crash na górze.

## Inspiracje
W wywiadzie dla Andy’ego Hughesa z magazynu Drummer’s Review (z września 2022 roku) stwierdziła, iż ogromny wpływ wywarł na nią Jeff Porcaro z zespołu Toto (oraz zespół jako całość). Z innych perkusistów, których podziwia, wymieniła perkusistę sesyjnego, Johna Robinsona oraz hip-hopowego perkusistę Adama Deitcha. W wywiadzie dla Poppodium Boerderij wymieniła dodatkowo: Jojo Mayera, Steve’a Jordana i Chrisa Colemana, a spośród swoich nauczycieli: Josta Nickela i Clausa Hesslera.

## Działalność publicystyczna
Regularnie pisze felietony dla magazynu drums and percussion oraz artykuły dla amerykańskiego magazynu DRUM! i brytyjskiego Rhythm". W 2020 roku we współpracy z Alfred Music wydała swoją pierwszą książkę edukacyjną, PAD BOOK.

## Nagrody i wyróżnienia
- 2015 – Drummies! w kategorii: Raising Star magazynu DRUM![17]
- 2016 – Raising Star (po raz drugi)[18]
- 2016 – wyróżnienie Modern Drummer's Readers Poll magazynu Modern Drummer w kategorii: Up and Coming[19]
- 2018 – Polskie Nagrody Perkusyjne magazynu Perkusista w kategorii: Perkusista zagraniczny[20]
- 2019 – MusicRadar Awards – została sklasyfikowana przez magazyn MusicRadar na 3. miejscu wśród najlepszych klinicystów perkusyjnych na świecie[21]

## Nominacje
W 2023 roku została nominowana do nagrody Deutscher Jazzpreis 2023 w kategorii: Schlagzeug/Perkussion